# Steven Mensah
Steven Foly Mensah (22 marzo 2003) è un calciatore togolese, portiere dell'Oldenburg e della nazionale togolese.

## Carriera

### Club
Mensah è cresciuto nel settore giovanile dell'Amburgo dove è approdato nel 2012. Il 18 agosto 2021 ha debuttato con la squadra riserve nell'incontro di Regionalliga vinto 1-0 contro il St. Pauli II. Il 23 giugno 2021 è stato promosso in prima squadra.

### Nazionale
Ha giocato nella nazionale togolese Under-23.
Nel marzo del 2022 ha ricevuto la prima convocazione con la nazionale maggiore togolese Ha debuttato il 14 giugno nell'amichevole vinta 2-0 contro il Lesotho..

## Statistiche

### Presenze e reti nei club
Statistiche aggiornate al 21 novembre 2023.
| Stagione        | Squadra         | Campionato      | Campionato | Campionato | Coppe nazionali | Coppe nazionali | Coppe nazionali | Coppe continentali | Coppe continentali | Coppe continentali | Altre coppe | Altre coppe | Altre coppe | Totale | Totale | Totale |
| Stagione        | Squadra         | Comp            | Pres       | Reti       | Comp            | Pres            | Reti            | Comp               | Pres               | Reti               | Comp        | Pres        | Reti        | Pres   | Reti   |        |
| --------------- | --------------- | --------------- | ---------- | ---------- | --------------- | --------------- | --------------- | ------------------ | ------------------ | ------------------ | ----------- | ----------- | ----------- | ------ | ------ | ------ |
| 2021-2022       | Amburgo II      | RL              | 6          | -4         |                 | -               | -               |                    | -                  | -                  |             | -           | -           | 6      | -4     |        |
| 2022-2023       | Amburgo II      | RL              | 1          | -2         |                 | -               | -               |                    | -                  | -                  |             | -           | -           | 1      | -2     |        |
| 2023-2024       | Amburgo II      | RL              | 12         | -21        |                 | -               | -               |                    | -                  | -                  |             | -           | -           | 12     | -21    |        |
| Totale carriera | Totale carriera | Totale carriera | 19         | -27        |                 | -               | -               |                    | -                  | -                  |             | -           | -           | 19     | -27    |        |

### Cronologia presenze e reti in nazionale
| Cronologia completa delle presenze e delle reti in nazionale ― Togo | Cronologia completa delle presenze e delle reti in nazionale ― Togo | Cronologia completa delle presenze e delle reti in nazionale ― Togo | Cronologia completa delle presenze e delle reti in nazionale ― Togo | Cronologia completa delle presenze e delle reti in nazionale ― Togo | Cronologia completa delle presenze e delle reti in nazionale ― Togo | Cronologia completa delle presenze e delle reti in nazionale ― Togo | Cronologia completa delle presenze e delle reti in nazionale ― Togo |
| Data                                                                | Città                                                               | In casa                                                             | Risultato                                                           | Ospiti                                                              | Competizione                                                        | Reti                                                                | Note                                                                |
| ------------------------------------------------------------------- | ------------------------------------------------------------------- | ------------------------------------------------------------------- | ------------------------------------------------------------------- | ------------------------------------------------------------------- | ------------------------------------------------------------------- | ------------------------------------------------------------------- | ------------------------------------------------------------------- |
| 14-6-2023                                                           | Lomé                                                                | Togo                                                                | 2 – 0                                                               | Lesotho                                                             | Amichevole                                                          | -                                                                   | 63’                                                                 |
| 10-9-2023                                                           | Lomé                                                                | Togo                                                                | 3 – 2                                                               | Capo Verde                                                          | Qual. Coppa d'Africa 2023                                           | -2                                                                  |                                                                     |
| 16-11-2023                                                          | Bengasi                                                             | Sudan                                                               | 1 – 1                                                               | Togo                                                                | Qual. Mondiali 2026                                                 | -1                                                                  |                                                                     |
| 21-11-2023                                                          | Lomé                                                                | Togo                                                                | 0 – 0                                                               | Senegal                                                             | Qual. Mondiali 2026                                                 | -                                                                   |                                                                     |
| Totale                                                              |                                                                     | Presenze                                                            | 4                                                                   |                                                                     | Reti                                                                | -3                                                                  |                                                                     |